# Saint-Benoît-des-Ondes
Saint-Benoît-des-Ondes (bretonisch: Lanwezoù) ist eine französische Gemeinde mit 966 Einwohnern (Stand: 1. Januar 2022) im Département Ille-et-Vilaine in der Region Bretagne. Sie gehört zum Arrondissement Saint-Malo und zum Kanton Dol-de-Bretagne. Die Einwohner werden Bénedictins und Bénédictines genannt.

## Geografie
Die Gemeinde Saint-Benoît-des-Ondes liegt etwa zehn Kilometer östlich von Saint-Malo an der Atlantikküste bzw. an der Bucht von Mont-Saint-Michel. Durch die Gemeinde fließt der Biez Jean. Umgeben wird Saint-Benoît-des-Ondes von den Nachbargemeinden Saint-Méloir-des-Ondes im Nordwesten und Norden, Hirel im Osten und Südosten, La Fresnais im Südosten und Süden sowie La Gouesnière im Südwesten und Westen.

## Bevölkerungsentwicklung
| Jahr                       | 1962 | 1968 | 1975 | 1982 | 1990 | 1999 | 2006 | 2012 | 2020 |
| Einwohner                  | 627  | 556  | 547  | 612  | 775  | 799  | 1103 | 1054 | 972  |
| Quellen: Cassini und INSEE |      |      |      |      |      |      |      |      |      |

## Sehenswürdigkeiten
- Kirche Saint-Benoît, erster Kirchbau aus dem 12. Jahrhundert, heutiger Bau aus dem 16. Jahrhundert, Glockenturm von 1815
- Kapelle Sainte-Geneviève aus dem 16. Jahrhundert
- Reste der alten Mühlen

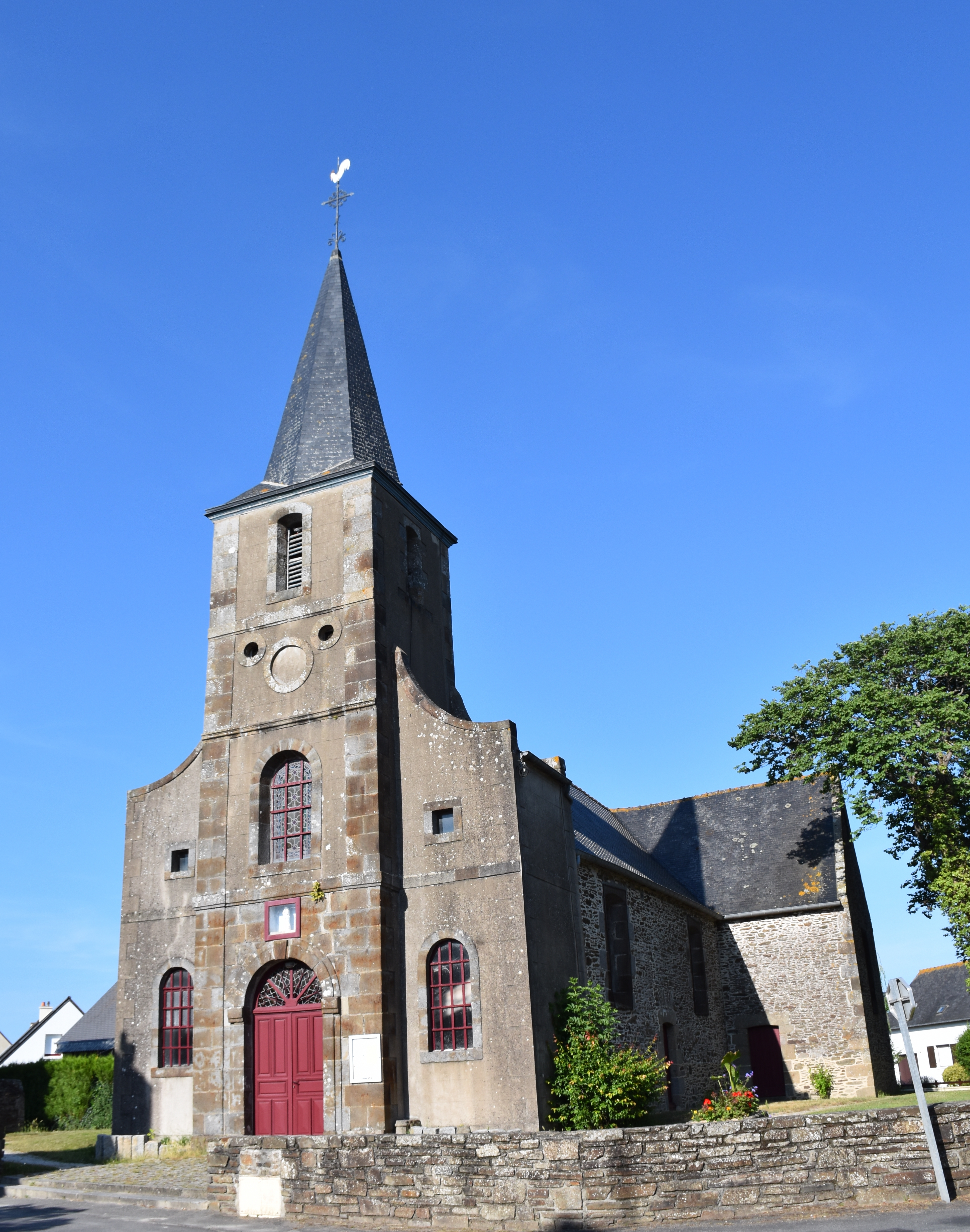
Kirche Saint-Benoît
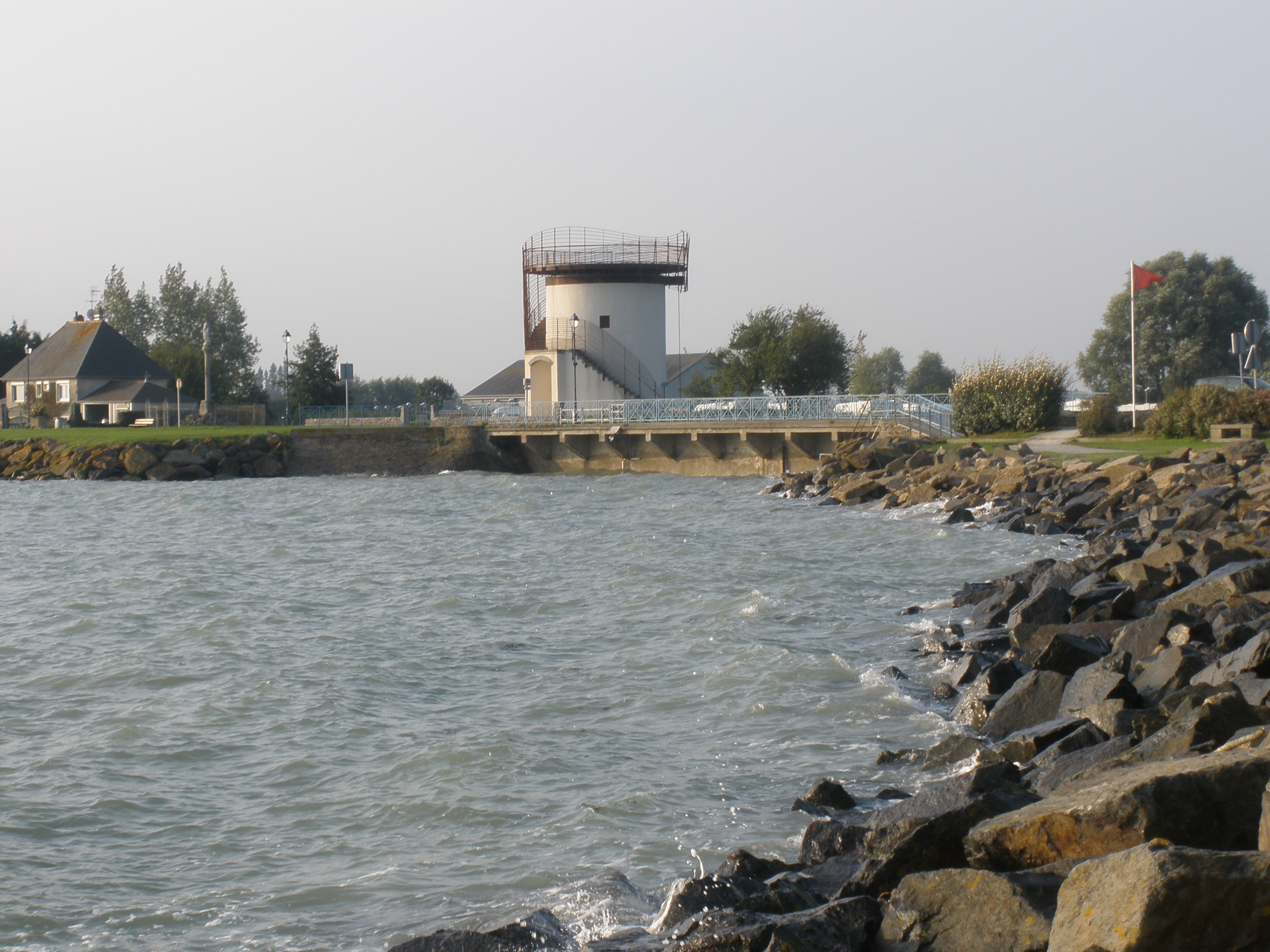
Ehemalige Windmühle am Strand
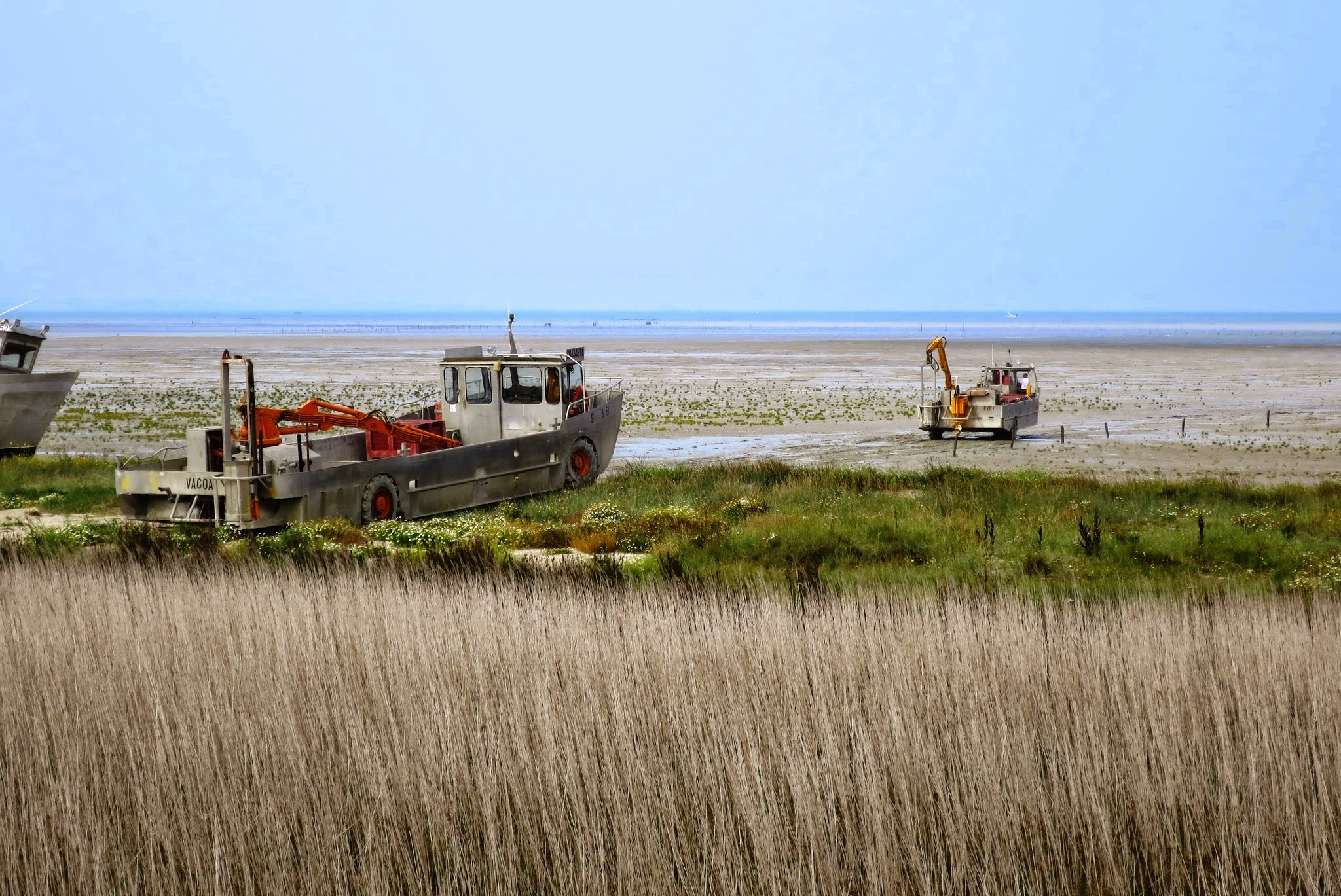
Schalentierernte
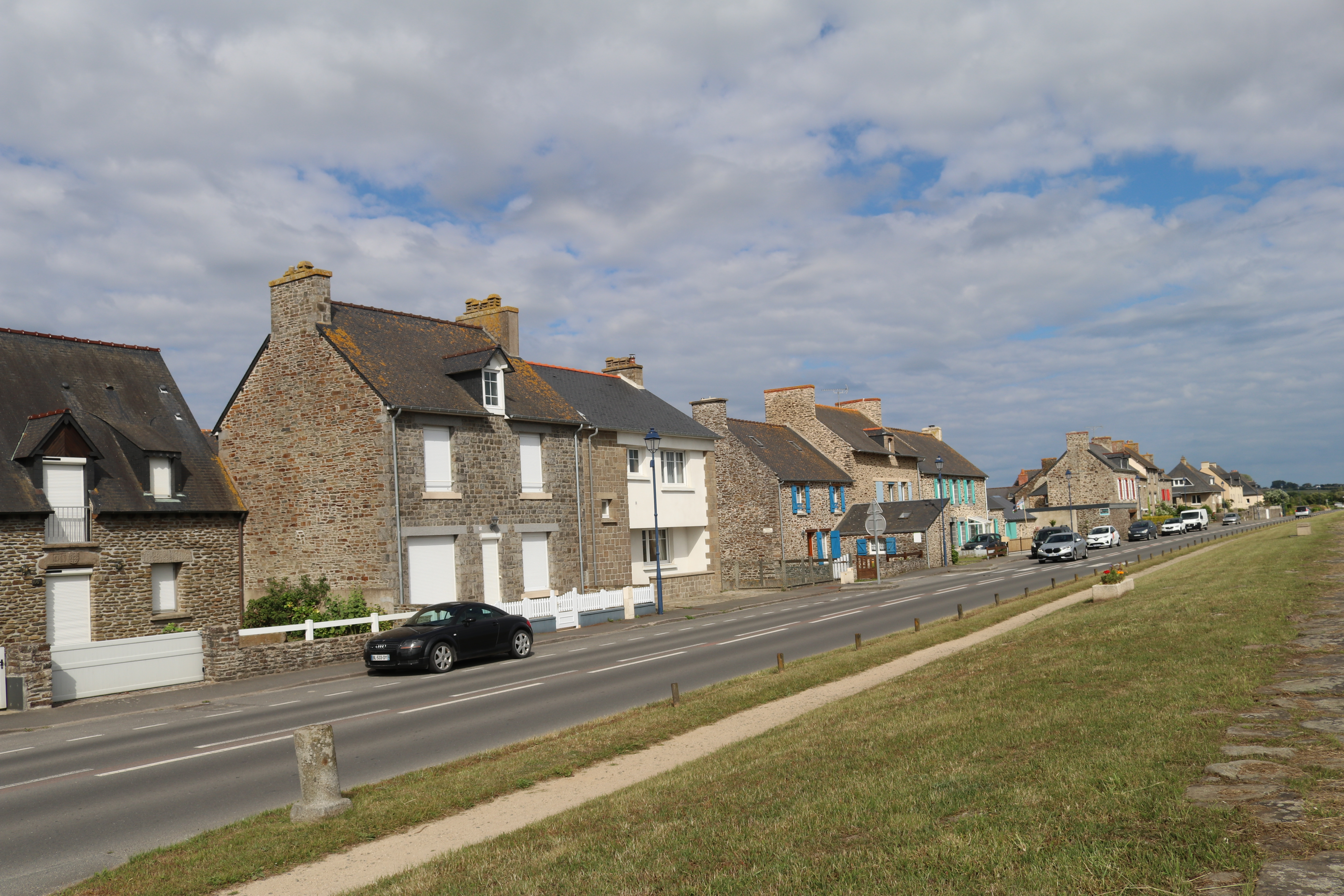
Häuserzeile am Meeresufer
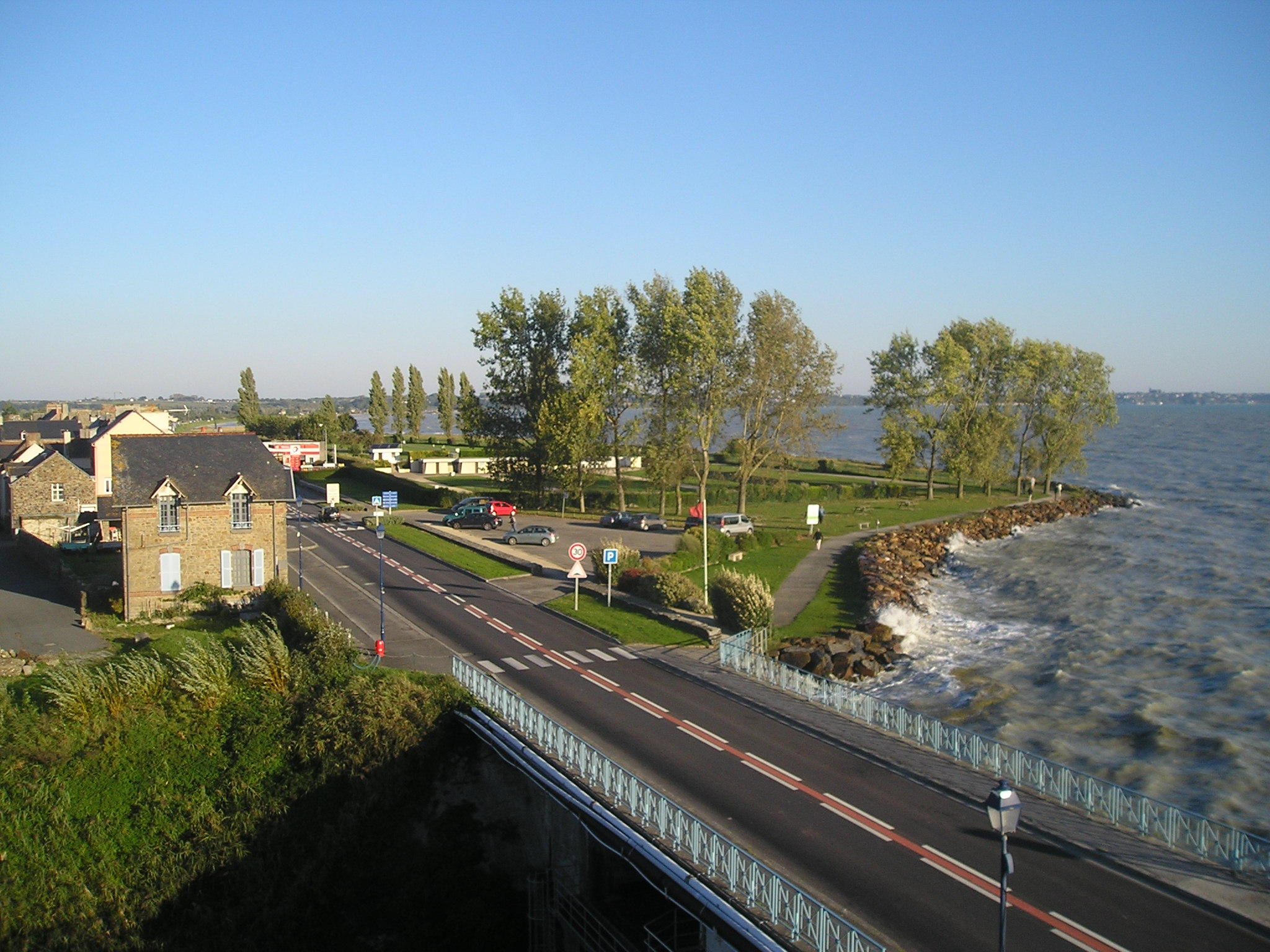
Campingplatz